# Grossweibel (Bern)

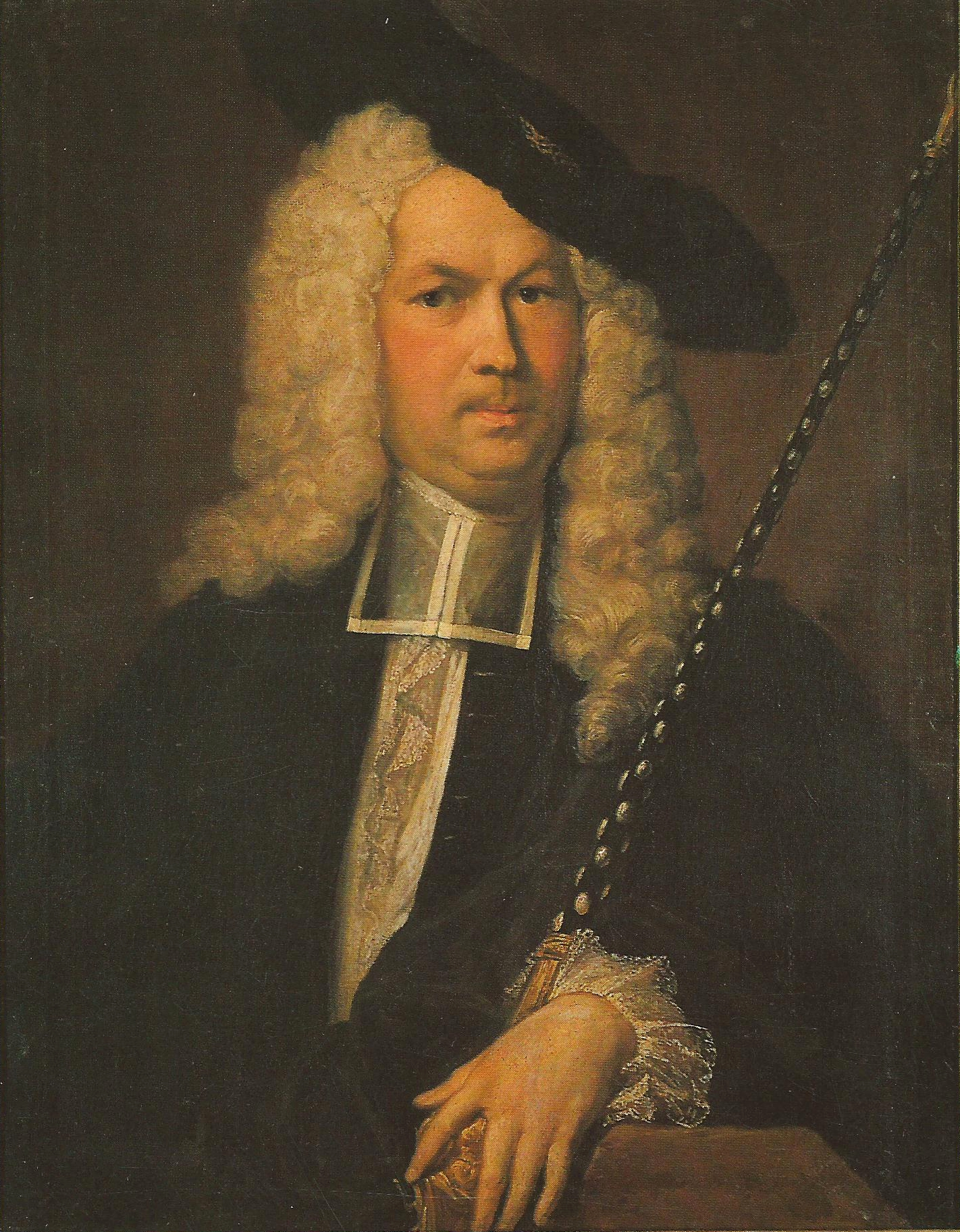
Samuel Küpfer (1687–1765), Grossweibel. Bildnis von Johann Rudolf Huber (1732)

Grossweibel, Sepia von Sigmund Freudenberger (1783)

Der Grossweibel (frz. grand sautier) war in der Stadt und Republik Bern der Statthalter des Schultheissen, Zeremonienmeister und Ratsdiener.
Der Grossweibel trägt den Gerichtsstab und begleitet den amtierenden Schultheissen, ist Zeremonienmeister der Osterfeierlichkeiten und schüttelt den Ballotensack bei den Wahlen. Gemeinsam mit dem Rathausammann und dem Gerichtschreiber bedient er den Grossen Rat.
Der Grossweibel präsidiert als Statthalter des regierenden Schultheissen das Stadtgericht, das in erster Linie die zivile und kriminelle Gerichtsbarkeit in der Stadt Bern, den vier Kirchspielen und einigen Bezirken der vier Landgerichte ausübt. Als Friedensrichter beurteilt und schlichtet er kleinere Delikte und Streitigkeiten. Als Kriminalrichter leitet er die Untersuchungen. Eine Kriminalgesetzgebung gab es im Ancien Régime nicht. Gottlieb Emanuel von Haller hielt in seinen Bemerkungen zum Amt des Grossweibels fest: Da nicht die geringste Anleitung vorhanden ist, wie ein Criminal Procedur solle instruiert werden, so gebe ich hier einen Skiz, wie ich verfahren sey. Der Zwek bey jeder Criminal-Procedur ist, die rechte Wahrheit zu entdeken. Dazu soll man sich rechtmässiger Wege bedienen und dem Criminal niemahls eine Schlinge legen. Gefangene hatte der Grossweibel zwölf Wochen zu verpflegen, zeitweise hatte er aus seinen Einnahmen den Scharfrichter zu entlöhnen.
Ab 1406 hat der Grossweibel die Pflicht, an festgelegten Tagen auf die Stadtwache zu gehen und das Stadttor zu schliessen.
Dem Grossweibel wurde in der Regel nach Ablauf seiner Amtszeit eine der einträglichen Landvogteien zugeteilt.

## Bekannte Amtsträger
- Samuel Frisching (I.) (1605–1683), Schultheiss von Bern
- David von Büren (1614–1659), Grossweibel im Jahr 1637
- Johann Anton Kirchberger (1623–1696), Schultheiss von Bern
- Niklaus Dachselhofer (1634–1707), General
- Christoph Steiger (I.) (1651–1731), Theologe, Schultheiss von Bern
- Gottlieb Emanuel von Haller (1735–1786), Historiker